# パリ消防旅団
パリ消防旅団（パリしょうぼうりょだん、仏:Brigade des sapeurs-pompiers de Paris（BSPP））はフランスのパリ市周辺の消防・救急活動を実施する消防組織である。フランス陸軍に所属する消防工兵部隊であり、有事の際は国防省の指揮下に入るが平時は内務省とパリ警視総監の指揮を受け、フランス国家憲兵隊と同様の立場にある。7月14日の革命記念日のパレードにおいて、パリ消防旅団は最後を飾って行進を行う。この際、フランス軍の主力小銃であるFA-MASを携行する。
日本ではパリ市消防局と訳されることもある。
消防組織としては世界第3位の規模とされる。

## 活動
パリ市とその周辺地域（オー＝ド＝セーヌ県、セーヌ・サン・ドゥニ県、ヴァル＝ド＝マルヌ県）における
1. 消火活動
2. 救急自動車による救急搬送
3. 有毒性ガスに対する化学的対処
4. 災害救助
5. 警防活動

また、ギアナ宇宙センターやランド県のビスカロース(fr:Biscarrosse)にあるミサイル基地における消防・救助活動も担当する。

## 歴史
1793年に創設されたが、1810年に発生したパリ市内のオーストリア大使館火災を教訓に皇帝ナポレオン・ボナパルトの命令により、活動地域が広がり部隊も拡張された。その後、1811年にパリ消防工兵大隊に、1867年にパリ消防工兵連隊に、1967年にパリ消防旅団となった。

## 組織
- 第1消防群（8個中隊）
- 第2消防群（8個中隊）
- 第3消防群（8個中隊）

本部はパリ17区に所在する。

## 体制
人員約7000名、消防署81所、消防車両130台、救急自動車66両、その他に消防艇、ヘリコプター、四輪駆動車などを装備している。